# Aurora Motor Manufacturing
Aurora Motor Manufacturing war ein britischer Hersteller von Motorrädern und Automobilen.

## Unternehmensgeschichte
Das Unternehmen aus Coventry begann 1902 mit der Produktion von Motorrädern und 1904 mit der Produktion von Automobilen. Der Markenname lautete Aurora. 1907 endete die Produktion.

## Fahrzeuge
Die Motorräder verfügten über Einzylindermotoren mit 2,25 bis 3,25 PS Leistung.
Die Automobile waren Dreiräder.